# Nuoto ai XVIII Giochi del Mediterraneo - Staffetta 4x100 metri stile libero maschile
La staffetta 4×100 metri stile libero maschile dei XVIII Giochi del Mediterraneo si è svolta il 23 giugno 2018 presso il Centro acquatico Campclar di Tarragona. La finale si è tenuta alle 18:58. La medaglia d'oro è stata vinta dalla nazionale serba composta da Velimir Stjepanović, Uroš Nikolić, Andrej Barna e Ivan Lenđer con il tempo di 3'15"76.

## Podio
| Pos. | Atleta                                                                  | Nazione |
| ---- | ----------------------------------------------------------------------- | ------- |
|      | Velimir Stjepanović Uroš Nikolić Andrej Barna Ivan Lenđer               | Serbia  |
|      | Apostolos Christou Andreas Vazaios Fotios Koliopoulos Kristián Goloméev | Grecia  |
|      | Hüseyin Emre Sakçı İskender Baslakov Yalım Acımış Kemal Arda Gürdal     | Turchia |

## Record
Prima della manifestazione il record del mondo (RM) e il record dei Giochi del Mediterraneo (RG) erano i seguenti.
|  | 3'08"24 | Stati Uniti | 11 agosto 2008 Pechino |
|  | 3'12"03 | Francia     | 28 giugno 2009 Pescara |

Durante la competizione non sono stati migliorati record.

## Risultati
| Class   | Corsia | Nazione    | Nuotatori                                                                                               | Tempo   | Notes |
| ------- | ------ | ---------- | --- | ------- | ----- |
| Oro     | 6      | Serbia     | Velimir Stjepanović (49"04) Uroš Nikolić (48"73) Andrej Barna (48"90) Ivan Lenđer (49"09)               | 3'15"76 |       |
| Argento | 4      | Grecia     | Apostolos Christou (50"69) Andreas Vazaios (49"37) Fotios Koliopoulos (49"51) Kristián Goloméev (48"68) | 3'18"25 |       |
| Bronzo  | 2      | Turchia    | Hüseyin Emre Sakçı (50"47) İskender Baslakov (50"13) Yalım Acımış (50"26) Kemal Arda Gürdal (49"86)     | 3'20"72 |       |
| 4       | 5      | Portogallo | Miguel Nascimento (50"64) Gabriel Lópes (51"67) Francisco Santos (52"03) Alexis Santos (52"81)          | 3'27"15 |       |
| 5       | 8      | Cipro      | Omiros Zagkas (52"04) Vangelis Zorpis (52"08) Thomas Tsiopanis (51"69) Sebastian Konnaris (52"45)       | 3'28"26 |       |
| 6       | 1      | Algeria    | Ramzi Chouchar (55"15) Moncef Balamane (54"18) Ryad Bouhamidi (57"83) Mohamed Djaballah (53"77)         | 3'40"93 |       |
| -       | 7      | Italia     | Lorenzo Zazzeri (49"82) Andrea Vergani Luca Dotto Alessandro Miressi                                    | dq      |       |
| -       | 3      | Spagna     | Juan Segura (50"17) Moritz Berg (49"19) Oskitz Aguilar (49"53) Alberto Lozano                           | dq      |       |